# Senzacija
Senzacija (iz latinskog sensus ‚osjećaj‘, razum‘ i sentire osjećati osjetilima, osjetiti) označava upadljiv i neobičan događaj.
Komunikacijom putem raznim kanalima taj se događaj može brzo dati do znajna brojnim osobama.
Kroz informacijsko društvo i preplavljenost informacijama je prag od kojeg se događaj pretvara u senzaciju postao vrlo visok. 